# A Beach Nut
A Beach Nut è un cortometraggio muto del 1919 scritto, diretto e interpretato da Wallace Beery.

## Produzione
Il film fu prodotto dalla Nestor Film Company.

## Distribuzione
Distribuito dall'Universal Film Manufacturing Company, il film - un cortometraggio di una bobina - uscì nelle sale cinematografiche USA il 24 marzo 1919.